# Edmonton Oil Kings
Edmonton Oil Kings je kanadský juniorský klub ledního hokeje, který sídlí v Edmontonu v provincii Alberta. Od roku 2007 působí v juniorské soutěži Western Hockey League. V červenci roku 2008 se stala vlastníkem klubu společnost Daryl Katz Oilers Entertainment Group, jenž je také vlastníkem profesionálního hokejového klubu Edmonton Oilers hrajícího nejvyšší severoamerickou soutěž National Hockey League. Největším úspěchem klubu je vítězství Memorial Cupu v roce 2014. Oil Kings ve finále tehdy porazili Guelph Storm 6-3. Svá domácí utkání tým hraje v multifunkční hale Rogers Place s kapacitou 18 347 diváků. Klubové barvy jsou modrá, červená, zlatá, bílá, zelená a černá.

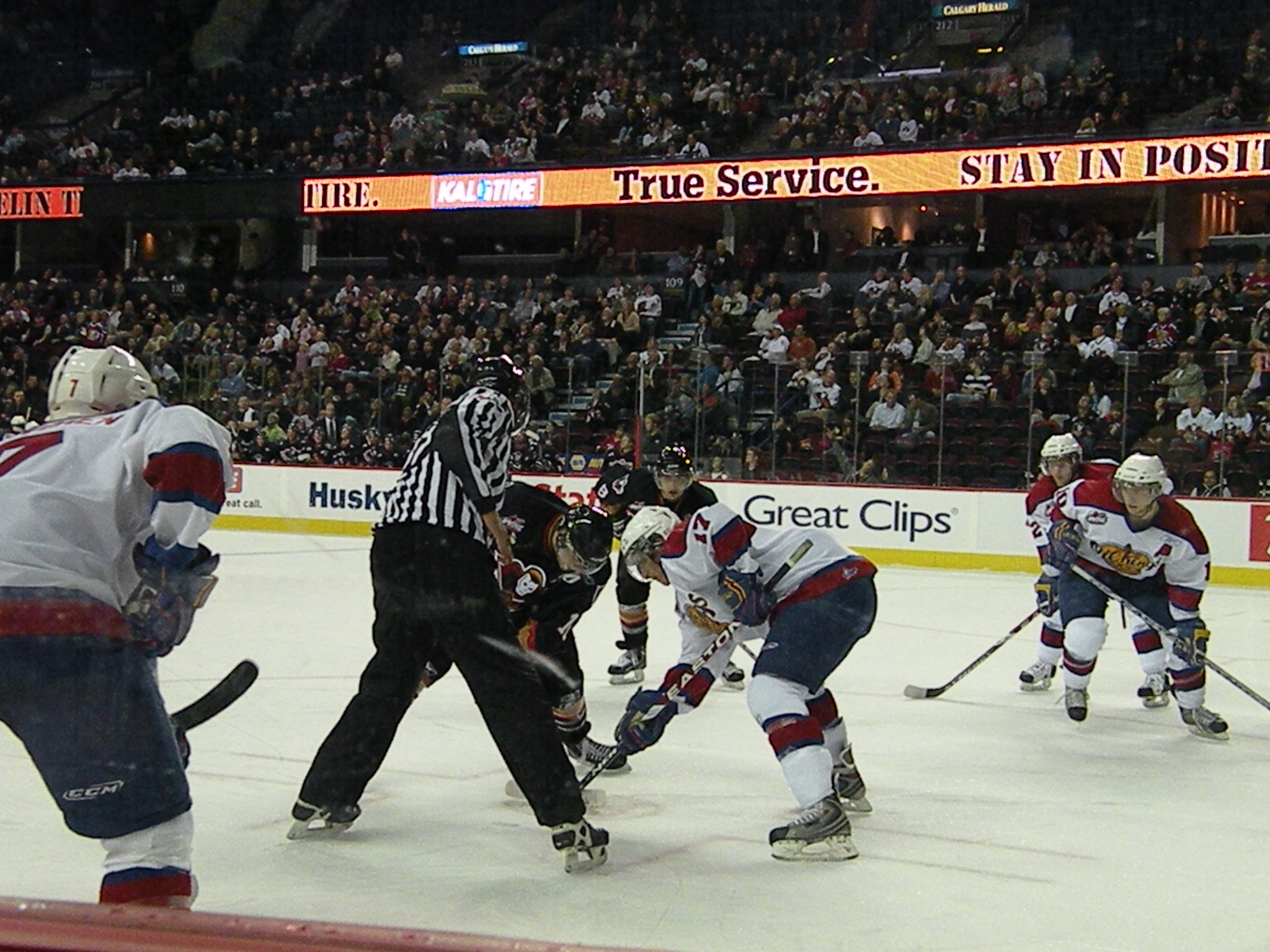
Hráči Edmontonu Oil Kings v utkání proti Calgary Hitman v roce 2008

Nejznámější hráči, kteří prošli týmem, byli např.: Griffin Reinhart, Mark Pysyk, Curtis Lazar, Henrik Samuelsson, Tristan Jarry nebo čeští hokejisté Tomáš Vincour, Marek Hrbas, David Musil.

## Úspěchy
- Vítěz Memorial Cupu ( 1× )
  - 2014
- Vítěz WHL ( 2× )
  - 2011/12, 2013/14

## Přehled ligové účasti
Zdroj:
- 2007–: Western Hockey League (Centrální divize)